# Moscow (Idaho)
Moscow ist der Verwaltungssitz des Latah County im US-Bundesstaat Idaho. Der Ort liegt im Norden des Bundesstaates an der Grenze zu Washington. Die Stadt ist ein regionales Wirtschaftszentrum für die von der Landwirtschaft geprägte Palouse-Region. Sie ist auch Sitz der University of Idaho, einer wichtigen staatlichen Universität in Idaho. Die Stadt hat 25.435 Einwohner (Stand: 2020). Der Ort ist die Geburtsstadt von Josh Ritter, einem Sänger und Songwriter.

## Geographie
Die geographischen Koordinaten der Stadt sind 46°43′54″N, 116°59′50″W. Das Stadtgebiet befindet sich in einer Höhe von 790 m über Normalnull und erstreckt sich über 15,9 km². Die Stadt befindet sich in einem Tal zwischen den Bergen der Palouse Range (1.500 m) und der Paradise Ridge (1.100 m). Die nächstgelegene Stadt ist Pullman (Washington) 12,8 km weiter westlich. Wegen des fruchtbaren Bodens wird die Gegend um Moscow und Pullman auch der Brotkorb des Nordwestens genannt.

## Geschichte
Die ersten Siedler kamen im Jahr 1869 und nannten die Gegend Hog Heaven. Mit der Öffnung des ersten Postamts im Jahr 1872 wurde die Gemeinde Paradise Valley genannt, aber der Name wurde schließlich 1875 in Moscow umgeändert. Die Namensgebung erfolgte allerdings nicht durch russische Einwanderer: Fünf Siedler, welche sich nicht über den Namen einigen konnten, beauftragten den Postmeister, einen Namen für die Siedlung auszuwählen. Dieser schlug Moscow vor, da der Name für brüderliche Liebe steht.
Mit Eröffnung der Oregon Railroad & Navigation Eisenbahn (heute Union Pacific) im Jahr 1885 kamen viele neue Siedler in den Ort. Diese Entwicklung verstärkte sich noch mit der Eröffnung der Northern Pacific Railway im Jahr 1890. In diesem Jahr zählte der Ort schon 2.000 Einwohner.
Als sich der neue US-Bundesstaat Washington formierte und viele Einwohner der Region Teil dieses Bundesstaates werden wollten, musste die Regierung des Territorialgebiets Idaho Anreize schaffen, damit die Region bei Idaho verblieb. Daher wurde im Jahr 1889 die University of Idaho in Moscow angesiedelt, welche schon 1892 die ersten Studenten immatrikulierte. In Pullman, also nur 12 km entfernt, gründete zur selben Zeit auch der neue Bundesstaat Washington eine Universität, die Washington State University.
Am 13. November 2022 kam es in einer Studentenwohnung zur Tötung von 3 Frauen und einem Mann durch Messerstiche. Ein Verdächtiger wurde in der letzten Woche des Jahres 2022 verhaftet. Am 2. Juli 2025 bekannte er sich zu vier Anklagen wegen Mordes ersten Grades sowie einer Anklage wegen schweren Hausfriedensbruchs schuldig.

### Einwohnerentwicklung
| Jahr       | 1980   | 1990   | 2000   | 2010   | 2020   |
| ---------- | ------ | ------ | ------ | ------ | ------ |
| Einwohner¹ | 16.513 | 18.519 | 21.291 | 23.800 | 25.435 |

¹ 1980–2010: Volkszählungsergebnisse

## Verkehr
Der Pullman-Moscow Regional Airport verfügt über eine Linienflugverbindung nach Seattle.

## Bildung
Die University of Idaho hat ihren Sitz in Moscow.

## Sehenswürdigkeiten
- Idaho Forest Fire Museum
- Latah County Historical Museum

## Städtepartnerschaft
- Villa El Carmen (Managua) (auch Villa Carlos Fonseca genannt) in Nicaragua ist Moscows Partnerstadt.[3]

## Persönlichkeiten
- Jack Perciful (1925–2008), Jazzpianist und Arrangeur
- Jay Steensma (1941–1994), Maler
- Josh Ritter (* 1976), Sänger und Songwriter aus dem Americana-Bereich
- Veronica Ewers (* 1994), Radrennfahrerin

## Nachweise
1. ↑  Studentenmorde in Idaho : Festnahme sorgt weiter für Rätselraten orf.at, 2. Januar 2023, abgerufen am 2. Januar 2023.
2. ↑  Idaho: Ehemaliger Kriminologie-Doktorand bekennt sich Vierfachmordes schuldig. In: Der Spiegel. 3. Juli 2025, ISSN 2195-1349 (spiegel.de [abgerufen am 15. Juli 2025]).
3. ↑  Homepage Moscow – Sister City, abgerufen am 19. Mai 2017.